# 伊東祐信
伊東 祐信（いとう すけのぶ）は、戦国時代の武将。日向伊東氏の家臣。
祐信の主君・伊東義祐は、元亀2年（1571年）6月に島津氏15代当主・島津貴久が没すると大隅国の肝付氏が島津領に侵攻し始めたのを好機と捉え、真幸院（現・宮崎県えびの市、同小林市、同高原町）の完全支配を目指すべく、翌元亀3年（1572年）5月に未だ島津氏の治める飯野地区への大攻勢を開始する（木崎原の戦い）。
5月3日夜、祐信は伊東又次郎・伊東祐青と共に、伊東祐安を総大将とした3,000余の軍勢の大将の一人として島津領との最前線に位置する小林城を出立する。　翌4日未明に飯野・妙見原に到着し軍を二手に分け、一軍は島津義弘の居城・飯野城の抑えとして妙見原に留まり、もう一軍を祐信と伊東又次郎が率いて、飯野城を横目に上江村から木崎原を抜け、義弘の妻子が籠る守兵50人ほどの加久藤城へ攻撃を仕掛けるべく進軍した。
祐信は手始めに加久藤城周辺の民家を焼いて島津軍を挑発。その後、祐信隊は加久藤城へ侵攻を開始。事前に得ていた情報を元に、城の搦め手に通じる鑰掛口へと迫るが、夜の暗さと若い不慣れな将兵の勘違いにより、鑰掛の登り口にある樺山浄慶の屋敷を間違って攻撃した。樺山浄慶父子3人は上から石を投下し、更にあたかも多数の将兵がいるように見せかけつつ祐信の隊を攻撃、奮戦するも討ち取られる。
祐信隊はさらに搦め手へと向かったが、狭い隘路を押し進むことになり、かつ鑰掛口が断崖であったために思うように攻められず、大石や弓矢による攻撃に苦しめられる。そこへ加久藤城主・川上忠智が城から打って出て突撃、狼煙により駆け付けた馬関田、吉田からの救援と遠矢良賢の兵による攻撃を受け、祐信隊は退却を余儀なくされる。この一戦で、伊東杢右衛門や小林城主・米良重方が討ち取られた（異説あり）。
退却した祐信隊は池島川まで下がり、鳥越城跡地で休息。兵の多さによる油断と、また折からの蒸し暑さのため川で水浴びする者が多かった。そこを飯野城から打って出た島津義弘の軍勢が攻めかかり、祐信を含めた多数の戦死者を出した。その際、祐信は義弘と一騎討ちに及ぶが敗れ三角田の地で討ち取られる。その一騎討ちの際、義弘の乗馬した栗毛の牝馬は、祐信の突き出した槍の穂先が義弘を狙ったとき、膝をつき曲げこれをかわしたという（柚木崎正家との交戦のときとの説もあり）。
戦後、小林市の伊東塚に他の戦死者と共に祀られた他、佐土原城にも墓が設けられ現存している。